# Liste des paroisses civiles du Gloucestershire

Localisation du comté de Gloucestershire en Angleterre.

Voici la liste des paroisses civiles du comté cérémoniel du Gloucestershire, en Angleterre.

## Liste des paroisses civiles par district

### Cheltenham

Carte du district de Cheltenham.

L'ancien borough municipal de Cheltenham n'est pas découpé en paroisses.
- Charlton Kings
- Leckhampton with Warden Hill
- Prestbury
- Swindon
- Up Hatherley

### Cotswold

Carte du district de Cotswold.

Ce district est entièrement découpé en paroisses.
- Adlestrop
- Aldsworth
- Ampney Crucis
- Ampney St Mary
- Ampney St Peter
- Andoversford
- Ashley
- Aston Subedge
- Avening
- Bagendon
- Barnsley
- Barrington
- Batsford
- Baunton
- Beverston
- Bibury
- Bledington
- Blockley
- Bourton-on-the-Hill
- Bourton-on-the-Water
- Boxwell with Leighterton
- Brimpsfield
- Broadwell
- Chedworth
- Cherington
- Chipping Campden
- Cirencester (ville)
- Clapton
- Coates
- Coberley
- Cold Aston
- Colesbourne
- Coln St. Aldwyns
- Coln St. Dennis
- Compton Abdale
- Condicote
- Cowley
- Cutsdean
- Daglingworth
- Didmarton
- Donnington
- Dowdeswell
- Down Ampney
- Driffield
- Duntisbourne Abbots
- Duntisbourne Rouse
- Eastleach
- Ebrington
- Edgeworth
- Elkstone
- Evenlode
- Fairford (ville)
- Farmington
- Great Rissington
- Guiting Power
- Hampnett
- Hatherop
- Hazleton
- Icomb
- Kemble
- Kempsford
- Kingscote
- Lechlade (ville)
- Little Rissington
- Longborough
- Long Newnton
- Lower Slaughter
- Maiseyhampton
- Maugersbury
- Mickleton
- Moreton-in-Marsh (ville)
- Naunton
- North Cerney
- Northleach with Eastington (ville)
- Notgrove
- Oddington
- Ozleworth
- Poole Keynes
- Poulton
- Preston
- Quenington
- Rendcomb
- Rodmarton
- Saintbury
- Sapperton
- Sevenhampton
- Sezincote
- Sherborne
- Shipton
- Shipton Moyne
- Siddington
- Somerford Keynes
- South Cerney
- Southrop
- Stow-on-the-Wold (ville)
- Swell
- Syde
- Temple Guiting
- Tetbury (ville)
- Tetbury Upton
- Todenham
- Turkdean
- Upper Rissington
- Upper Slaughter
- Westcote
- Westonbirt with Lasborough
- Weston Subedge
- Whittington
- Wick Rissington
- Willersey
- Windrush
- Winson
- Winstone
- Withington
- Yanworth

### Forest of Dean
Ce district est entièrement découpé en paroisses.

Carte du district de Forest of Dean.

- Alvington
- Awre
- Aylburton
- Blaisdon
- Bromsberrow
- Churcham
- Cinderford (ville)
- Coleford (ville)
- Corse
- Drybrook
- Dymock
- English Bicknor
- Gorsley and Kilcot
- Hartpury
- Hewelsfield and Brockweir
- Huntley
- Kempley
- Littledean
- Longhope
- Lydbrook
- Lydney (ville)
- Mitcheldean (ville)
- Newent (ville)
- Newland
- Newnham
- Oxenhall
- Pauntley
- Redmarley D'Abitot
- Ruardean
- Rudford and Highleadon
- Ruspidge and Soudley
- St Briavels
- Staunton
- Staunton Coleford
- Taynton
- Tibberton
- Tidenham
- Upleadon
- Westbury-on-Severn
- West Dean
- Woolaston

### Gloucester
L'ancien borough de comté de Gloucester n'est pas découpé en paroisses.
- Quedgeley

### South Gloucestershire

Carte de l'autorité unitaire de South Gloucestershire.

L'ancien district urbain de Kingswood et une partie de l'ancien district urbain de Mangotsfield ne sont pas découpés en paroisses.
- Acton Turville
- Almondsbury
- Alveston
- Aust
- Badminton
- Bitton
- Bradley Stoke (ville)
- Charfield
- Cold Ashton
- Cromhall
- Dodington
- Downend and Bromley Heath
- Doynton
- Dyrham and Hinton
- Emersons Green (ville)
- Falfield
- Filton (ville)
- Frampton Cotterell
- Hanham
- Hanham Abbots
- Hawkesbury
- Hill
- Horton
- Iron Acton
- Little Sodbury
- Marshfield
- Oldbury-on-Severn
- Oldland
- Olveston
- Patchway (ville)
- Pilning and Severn Beach
- Pucklechurch
- Rangeworthy
- Rockhampton
- Siston
- Sodbury (ville)
- Stoke Gifford
- Stoke Lodge and The Common
- Thornbury (ville)
- Tormarton
- Tortworth
- Tytherington
- Westerleigh
- Wick and Abson
- Wickwar
- Winterbourne
- Yate (ville)

### Stroud

Carte du district de Stroud.

Ce district est entièrement découpé en paroisses.
- Alderley
- Alkington
- Arlingham
- Berkeley
- Bisley-with-Lypiatt
- Brimscombe and Thrupp
- Brookthorpe-with-Whaddon
- Cainscross
- Cam
- Chalford
- Coaley
- Cranham
- Dursley (ville)
- Eastington
- Elmore
- Frampton on Severn
- Fretherne with Saul
- Frocester
- Ham and Stone
- Hamfallow
- Hardwicke
- Harescombe
- Haresfield
- Hillesley and Tresham
- Hinton
- Horsley
- Hunts Grove
- King's Stanley
- Kingswood
- Leonard Stanley
- Longney and Epney
- Minchinhampton
- Miserden
- Moreton Valence
- Nailsworth (ville)
- North Nibley
- Nympsfield
- Owlpen
- Painswick
- Pitchcombe
- Randwick
- Rodborough
- Slimbridge
- Standish
- Stinchcombe
- Stonehouse (ville)
- Stroud (ville)
- Uley
- Upton St. Leonards
- Whiteshill and Ruscombe
- Whitminster
- Woodchester
- Wotton-under-Edge (ville)

### Tewkesbury

Carte du borough de Tewkesbury.

Ce borough est entièrement découpé en paroisses.
- Alderton
- Ashchurch Rural
- Ashleworth
- Badgeworth
- Bishop's Cleeve
- Boddington
- Brockworth
- Buckland
- Chaceley
- Churchdown
- Deerhurst
- Down Hatherley
- Dumbleton
- Elmstone Hardwicke
- Forthampton
- Gotherington
- Great Witcombe
- Gretton
- Hasfield
- Hawling
- Highnam
- Hucclecote
- Innsworth
- Leigh
- Longford
- Maisemore
- Minsterworth
- Northway
- Norton
- Oxenton
- Prescott
- Sandhurst
- Shurdington
- Snowshill
- Southam
- Stanton
- Stanway
- Staverton
- Stoke Orchard
- Sudeley
- Teddington
- Tewkesbury (ville)
- Tirley
- Toddington
- Twigworth
- Twyning
- Uckington
- Wheatpieces
- Winchcombe (ville)
- Woodmancote